# Liste der Landschaftsschutzgebiete im Hohenlohekreis
Im Hohenlohekreis gibt es 19 Landschaftsschutzgebiete. Nach der Schutzgebietsstatistik der Landesanstalt für Umwelt, Messungen und Naturschutz Baden-Württemberg (LUBW)  stehen 12.911,66 Hektar der Landkreisfläche unter Landschaftsschutz, das sind 16,62 Prozent.
| Name | Bild | Kennung               | Einzelheiten | Position | Fläche Hektar | Datum         |
| --- | ---- | --------------------- | --- | -------- | ------------- | ------------- |
| Kupfertal |      | 1.26.003 WDPA: 322368 | Forchtenberg, Neuenstein, Niedernhall Steil eingeschnittenes, bewaldetes Schluchttal. | ⊙        | 389,5         | 5. Feb. 1960  |
| Schloßpark Friedrichsruhe | BW   | 1.26.004 WDPA: 324205 | Zweiflingen Dendrologisch wertvoller Schloßpark. | ⊙        | 9,6           | 18. Feb. 1952 |
| Ohrntal |      | 1.26.005 WDPA: 323487 | Öhringen, Zweiflingen Muschelkalktal mit bewaldeten Hängen und schmaler, wiesenbedeckter Talsohle. | ⊙        | 287,2         | 15. Jan. 1963 |
| Brettach-und Heimbachtal mit angrenzenden Höhenzügen (Verrenberg, Golberg und Lindelberg)                                     | BW   | 1.26.006 WDPA: 320087 | Bretzfeld, Öhringen, Pfedelbach Keupertal und -bergland mit Weinbergen und Obsthängen. | ⊙        | 1.500,7       | 19. Dez. 2000 |
| Quellgebiet der Ohrn (mit Tannenklinge, Sandklinge und Mündung des Katzenbachs)                                               | BW   | 1.26.010 WDPA: 323723 | Pfedelbach | ⊙        | 3,2           | 26. Aug. 1963 |
| Kochertal bei Kocherstetten                                                                                                   |      | 1.26.015 WDPA: 322231 | Künzelsau Schönes Beispiel einer Muschelkalktallandschaft im Hohenloher Raum. | ⊙        | 675,9         | 15. Jan. 1979 |
| Limes bei Pfahlbach | BW   | 1.26.017 WDPA: 322610 | Zweiflingen Die in Resten erhaltene Strecke des Limes (Römischer Grenzwall) beim Pfahltöbel nahe der Kreuzung der Ortsverbindungswege Pfahlbach-Westernbach und Ohrnberg-Friedrichsruhe mit anschließendem Geländestreifen | ⊙        | 1,7           | 14. Okt. 1974 |
| Erlenbachtal bei Neunstetten und Oberndorf                                                                                    | BW   | 1.26.019 WDPA: 320682 | Krautheim Noch ungestörtes Wiesental mit mäandrierendem naturbelassenem Erlenbach und Seitentälern. | ⊙        | 84,1          | 20. Juli 1982 |
| Deubachtal |      | 1.26.020 WDPA: 320329 | Künzelsau Landschaftlich reizvolles Deubachtal mit verschiedenen harmonisch aufeinander abgestimmten Kulturformen. | ⊙        | 212,1         | 13. Apr. 1983 |
| Oberes Biberstal einschließlich Randgebieten                                                                                  | BW   | 1.26.021 WDPA: 323359 | Waldenburg Abwechslungsreiches Landschaftsbild; mit ausgewogenem Naturhaushalt in einem wichtigen Ausgleichsraum; Naherholungsgebiet. | ⊙        | 40,2          | 11. Juli 1983 |
| Langenbachtal zwischen Diebach und Crispenhofen mit weiterer Umgebung                                                         | BW   | 1.26.022 WDPA: 322501 | Ingelfingen, Schöntal, Weißbach Weitgehend naturnahe Landschaft mit vielfältigen Landschaftsformen, zur Sicherung eines gesunden Naturhaushaltes und im Interesse der Naherholung. | ⊙        | 336,5         | 30. Apr. 1985 |
| Keuperstufenrand bei Pfedelbach (Burgberg, Frauenberg und Charlottenberg mit weiterer Umgebung)                               | BW   | 1.26.024 WDPA: 322103 | Pfedelbach Landschaftlich vielgestaltiger, ökologisch wertvoller, naturnaher Abschnitt der Kulturlandschaft am Keuperstufenrand; Erholungsgebiet. | ⊙        | 498,7         | 27. Nov. 1987 |
| Alte Burg-Altenberg und Klingenberg                                                                                           | BW   | 1.26.025 WDPA: 319509 | Öhringen Landschaftsprägender, südexponierter Prallhang des Kochers; vielstrukturiert mit Restbeständen kleinparzellierter Weinberge, Obstbaumbeständen, Hecken, Feldgehölzen und flächigen Verbuschungsstadien. | ⊙        | 9,1           | 19. Jan. 1990 |
| Steinbacher Tal mit Randgebieten (Oberes Ohrntal)                                                                             |      | 1.26.026 WDPA: 324801 | Pfedelbach Landschaftlich reizvolles, ökologisch bedeutsames Gebiet als Lebensraum der in reichem Maße vorkommenden seltenen Tier- und Pflanzenarten; naturnaher Erholungsraum | ⊙        | 1.741,0       | 17. Apr. 1991 |
| Landschaftsteile im Raum Waldenburg                                                                                           |      | 1.26.027 WDPA: 322470 | Kupferzell, Neuenstein, Waldenburg 3 Teilgebiete. Mosaik verschiedenartiger Landschaftselemente, Verzahnung zwischen Wäldern, bachdurchflossenen Wiesentälern mit Stauteichen, Waldrändern, Hang und Streuobstwiesen, Quellen, Klingen, Hecken, Feldgehölzen und Rainen; eindrucksvolle Landschaftsbilder; vielbesuchtes Wandergebiet.                                                                            | ⊙        | 824,1         | 17. Okt. 1992 |
| Forellenbachtal | BW   | 1.26.028 WDPA: 320848 | Ingelfingen, Niedernhall Landschaftlich reizvolles, ökologisch wertvolles Gebiet; Lebensraum für seltene Tier- und Pflanzenarten; naturnaher Erholungsraum. | ⊙        | 176,6         | 5. Jan. 1994  |
| Jagsttal mit Nebentälern und angrenzenden Gebieten zwischen Kreisgrenze Schwäbisch Hall und Gemeindegrenze Krautheim/Schöntal |      | 1.26.029 WDPA: 321993 | Dörzbach, Ingelfingen, Krautheim, Künzelsau Landschaftlich reizvolle, vielgestaltige historische Kulturlandschaft mit charakteristischen Landschaftsbestandteilen wie Rainen, Böschungen, extensiven Grünländern, Feldgehölzen, Streuobstwiesen, Einzelbäumen, Baumreihen, Klingen, Hecken, Gewässern, Trockenmauern, Wacholderheiden und Steinriegeln; besonders geeigneter Erholungsraum für die Allgemeinheit. | ⊙        | 5.483,9       | 30. Mai 2000  |
| Jagsttal mit Nebentälern und angrenzenden Gebieten in der Gemeinde Schöntal                                                   | BW   | 1.26.030 WDPA: 321992 | Schöntal Historische Kulturlandschaft mit charakteristischen Landschaftsbestandteilen wie Raine, Böschungen, extensive Grünländer, Feldgehölze, Streuobstwiesen, Einzelbäume, Baumreihen, Klingen, Hecken, Gewässer, Trockenmauern, Wacholderheiden und Steinriegel. | ⊙        | 656,9         | 20. Nov. 1998 |
| Legende für Landschaftsschutzgebiet                                                                                           |      |                       | |          |               |               |